# Olympische Sommerspiele 1956/Kanu – Einer-Kajak 500 m (Frauen)
Bei den Olympischen Spielen 1956 wurde am 1. Dezember auf dem Lake Wendouree in der australischen Stadt Ballarat der Einer-Kajak-Wettbewerb über 500 m für Frauen ausgetragen.
Die Sowjetrussin Jelisaweta Dementjewa gewann das Rennen vor der Deutschen Therese Zenz sowie der Dänin Tove Søby.

## Vorläufe
Es fanden zwei Vorläufe statt. Die vier Schnellsten jedes Vorlaufs qualifizierten sich für das Finale.

### Vorlauf 1
| Rang | Name                  | Nation         | Zeit       |
| ---- | --------------------- | -------------- | ---------- |
| 1    | Therese Zenz          | Deutschland    | 2:17,6 min |
| 2    | Jelisaweta Dementjewa | Sowjetunion    | 2:20,9 min |
| 3    | Edith Cochrane        | Australien     | 2:24,0 min |
| 4    | Patricia Moody        | Großbritannien | 2:26,7 min |
| 5    | Helga Hellebrand      | Österreich     | 2:27,5 min |

### Vorlauf 2
| Rang | Name                    | Nation     | Zeit       |
| ---- | ----------------------- | ---------- | ---------- |
| 1    | Tove Søby               | Dänemark   | 2:23,7 min |
| 2    | Cecília Hartmann-Berkes | Ungarn     | 2:25,3 min |
| 3    | Daniela Walkowiak       | Polen      | 2:25,8 min |
| 4    | Éva Marion              | Frankreich | 2:29,4 min |
| 5    | Eila Eskola             | Finnland   | 2:31,4 min |

## Finale
| Rang | Name                    | Nation         | Zeit       |
| ---- | ----------------------- | -------------- | ---------- |
| 1    | Jelisaweta Dementjewa   | Sowjetunion    | 2:18,9 min |
| 2    | Therese Zenz            | Deutschland    | 2:19,6 min |
| 3    | Tove Søby               | Dänemark       | 2:22,3 min |
| 4    | Cecília Hartmann-Berkes | Ungarn         | 2:23,5 min |
| 5    | Edith Cochrane          | Australien     | 2:23,8 min |
| 6    | Daniela Walkowiak       | Polen          | 2:24,1 min |
| 7    | Patricia Moody          | Großbritannien | 2:25,3 min |
| 8    | Éva Marion              | Frankreich     | 2:27,9 min |